# Eugenia matagalpensis
Eugenia matagalpensis är en myrtenväxtart som beskrevs av P.E.Sánchez. Eugenia matagalpensis ingår i släktet Eugenia och familjen myrtenväxter.
Artens utbredningsområde är Nicaragua. Inga underarter finns listade i Catalogue of Life.